# Ariadna dentigera
Ariadna dentigera là một loài nhện trong họ Segestriidae.
Loài này thuộc chi Ariadna. Ariadna dentigera được William Frederick Purcell miêu tả năm 1904.